# Krunoslav Jurčić
Krunoslav Jurčić est un footballeur international croate né le 26 novembre 1969 à Grude. Il évoluait au poste de milieu défensif.

## Biographie

### En tant que joueur
International croate, il reçoit 21 sélections en équipe de Croatie de 1997 à 2000. 
Il joue son premier match en équipe nationale le 8 juin 1997 contre le Japon lors de la Coupe Kirin et son dernier le 2 septembre 2000 contre la Belgique.
Il fait partie du groupe croate qui termine troisième de la Coupe du monde 1998. Lors du mondial, il joue trois matchs : contre le Japon, la Roumanie, et enfin les Pays-Bas.
Au cours de sa carrière de joueur, il dispute un total de 17 matchs en Ligue des champions.

## Palmarès

### En tant que joueur
Avec l'Inter Zaprešić :
- Vainqueur de la Coupe de Croatie en 1992

Avec le Dinamo Zagreb :
- Champion de Croatie en 1997,  1998, 1999 et 2000
- Vainqueur de la Coupe de Croatie en 1997 et en 1998

Avec la  Croatie :
- Troisième de la Coupe du monde 1998

### En tant qu'entraîneur
Avec le Dinamo Zagreb :
- Champion de Croatie en 2009,  2010, et 2013
- Vainqueur de la Coupe de Croatie en 2009
- Vainqueur de la Supercoupe de Croatie en 2013